# Molinges
Molinges – miejscowość i dawna gmina we Francji, w regionie Burgundia-Franche-Comté, w departamencie Jura. W 2013 roku populacja ówczesnej gminy wynosiła 695 mieszkańców. 
W dniu 1 stycznia 2019 roku z połączenia dwóch ówczesnych gmin – Chassal oraz Molinges – powstała nowa gmina Chassal-Molinges. Siedzibą gminy została miejscowość Molinges. 